# Stade Eduard-Streltsov
Le stade Eduard-Streltsov (en russe : Стадион имени Эдуарда Стрельцова), également connu sous le nom de stade Torpedo (en russe : Стадион Торпедо), est un stade de football russe situé à Moscou, la capitale du pays.
Doté de 13 450 places et inauguré en 1960, le stade est connu pour avoir été l'enceinte à domicile puis le terrain d'entraînement du club de football du Torpedo Moscou.
Le stade porte nom d'Eduard Streltsov, footballeur soviétique et joueur du Torpedo.

## Localisation
La station de métro la plus proche est Avtozavodskaïa située sur la ligne 14 ainsi que sur la ligne 2 du métro de Moscou.

## Histoire
Le stade est démantelé jusqu'au premier trimestre 2022.
La phase active des travaux de reconstruction et d'installation commence fin 2022 et devrait se terminer en 2024. Il devrait pouvoir accueillir plus de 15 000 personnes,.
Le nouveau stade est conçu par les architectes Michel Rémon et Alexis Peyer du bureau français MR&A.

## Événements
- 1997 : finale de la Coupe de Russie 1996-97
- 2006 : Coupe du monde féminine des moins de 20 ans (8 matchs)

## Galerie

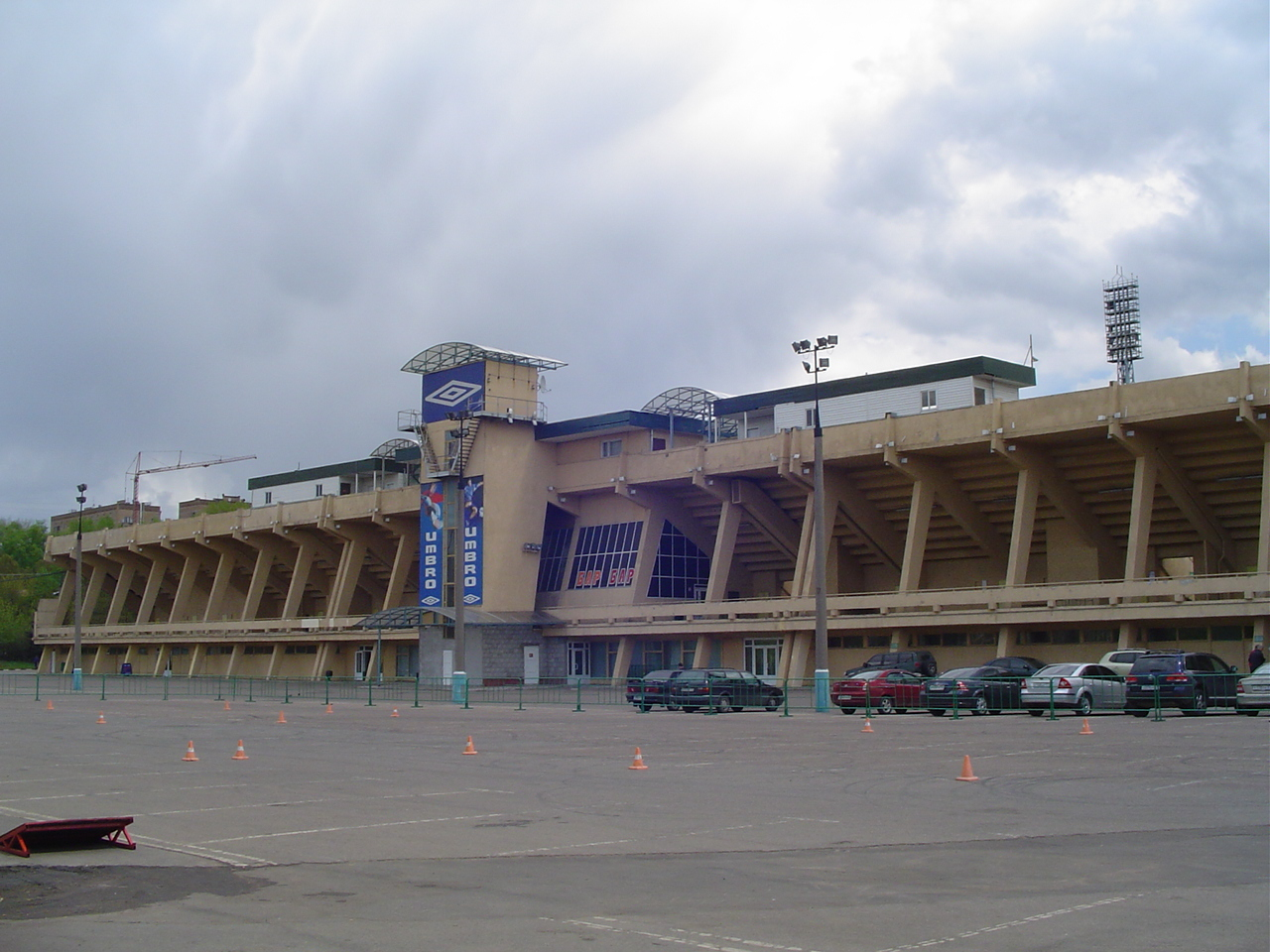
Vue de la façade des tribunes (mai 2007)
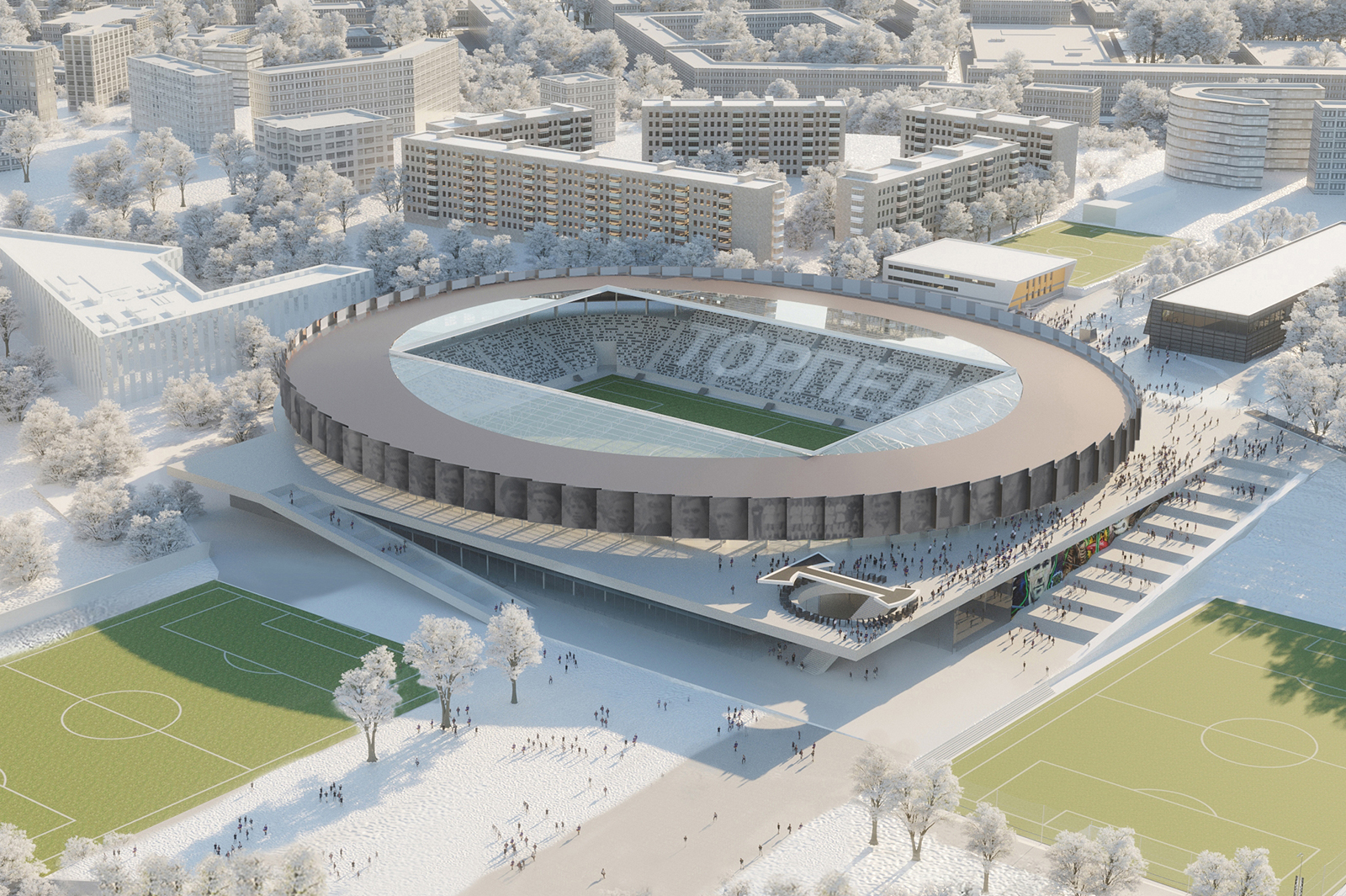
Nouveau Stade Torpedo. Architectes: Michel REMON & Alexis PEYER (MR&A)